# Міян-Рудан (Марказі)
Міян-Рудан (перс. ميان رودان) — село в Ірані, у дегестані Ґолегзан, у Центральному бахші, шагрестані Хомейн остану Марказі. За даними перепису 2006 року, його населення становило 61 особу, що проживали у складі 20 сімей.

## Клімат
Середня річна температура становить 14,86 °C, середня максимальна – 34,30 °C, а середня мінімальна – -8,61 °C. Середня річна кількість опадів – 203 мм.
| Клімат поселення                              | Клімат поселення | Клімат поселення | Клімат поселення | Клімат поселення | Клімат поселення | Клімат поселення | Клімат поселення | Клімат поселення | Клімат поселення | Клімат поселення | Клімат поселення | Клімат поселення | Клімат поселення |
| Показник                                      | Січ.             | Лют.             | Бер.             | Квіт.            | Трав.            | Черв.            | Лип.             | Серп.            | Вер.             | Жовт.            | Лист.            | Груд.            |                  |
| Середній максимум, °C                         | 10,06            | 12,73            | 18,15            | 23,94            | 28,59            | 32,97            | 34,30            | 33,55            | 29,34            | 23,17            | 16,78            | 10,40            |                  |
| Середня температура, °C                       | 0,72             | 3,40             | 8,80             | 14,60            | 19,25            | 23,63            | 27,70            | 26,95            | 22,74            | 16,57            | 10,17            | 3,82             |                  |
| Середній мінімум, °C                          | −8,61            | −5,95            | −0,54            | 5,26             | 9,93             | 14,30            | 21,10            | 20,34            | 16,14            | 9,96             | 3,57             | −2,79            |                  |
| Норма опадів, мм                              | 35               | 33               | 36               | 24               | 14               | 1                | 2                | 1                | 1                | 7                | 20               | 29               |                  |
| Середньомісячна швидкість вітру, м/с          | 1.46             | 2.14             | 2.66             | 2.96             | 2.79             | 2.57             | 2.64             | 2.46             | 2.21             | 2.04             | 1.87             | 1.44             |                  |
| Середньомісячна сонячна радіація, кДж/м²·день | 9819             | 13142            | 15590            | 18813            | 22688            | 26689            | 25724            | 24438            | 21426            | 16146            | 11459            | 9435             |                  |
| --------------------------------------------- | ---------------- | ---------------- | ---------------- | ---------------- | ---------------- | ---------------- | ---------------- | ---------------- | ---------------- | ---------------- | ---------------- | ---------------- | ---------------- |
| Джерело:                                      |                  |                  |                  |                  |                  |                  |                  |                  |                  |                  |                  |                  |                  |